# Traza (precipitación)
En meteorología, una traza denota una cantidad de precipitación, como lluvia o nieve, que es mayor que cero, pero demasiado pequeña para ser medida con unidades o métodos de medición estándar. La designación de un trazo en lugar de cero se utiliza para indicar que la precipitación cayó, pero no lo suficiente como para ser medida de forma fiable. Esto es importante tanto para la previsión meteorológica como para fines climatológicos, ya que incluso cantidades de precipitación demasiado pequeñas para ser medidas pueden tener impactos sociales significativos.

## Definiciones
El término «traza» se utiliza en dos contextos diferentes pero relacionados. El primero es en la previsión meteorológica y el registro de lluvia, nieve y otras precipitaciones, donde una traza denota una cantidad de precipitación que es mayor que cero, pero que es demasiado pequeña para ser medida por unidades o métodos de medición estándar. Puede tratarse de tan sólo unas gotas de lluvia o unos copos de nieve, o ser suficiente para mojar o cubrir el suelo, pero no será suficiente para registrarse mediante mediciones estándar con un pluviómetro u otro dispositivo de medición. La segunda es en el contexto de la profundidad del manto de nieve, o la cantidad de nieve sobre el suelo en un momento dado. Si hay menos de una cantidad medible de nieve en el suelo, o si menos de la mitad del suelo está cubierto de nieve (independientemente de la profundidad de la nieve), esto se puede denotar mediante una traza.
Una traza suele indicarse con una «T» mayúscula o la palabra «traza» en lugar de una cantidad numérica de acumulación. Una medición de trazas no suele considerarse equivalente a ningún valor numérico, por lo que la suma de varias cantidades de trazas (por ejemplo, al calcular los totales mensuales) seguirá considerándose igual a una traza en la mayoría de los casos.
En el caso de las precipitaciones heladas, una traza puede indicar una acumulación muy ligera, o puede indicar una cantidad mayor de nevadas, perdigones de hielo (llamadas «aguanieve») u otras precipitaciones heladas que se derriten continuamente al tocar el suelo. Una traza de nieve se denomina a veces «espolvoreo».

## Significado
Los meteorólogos y otros científicos atmosféricos distinguen entre una acumulación mínima y nula en las previsiones y los registros climatológicos por varias razones. En primer lugar, en el caso de la acumulación de lluvia helada y otras precipitaciones gélidas, incluso una cantidad mínima puede dar lugar a condiciones peligrosas, como carreteras resbaladizas. En segundo lugar, algunas zonas (principalmente en las regiones árticas) reciben una cantidad significativa de nevadas en cantidades «mínimas»: algunas zonas del norte de Canadá reciben hasta el 80% de sus nevadas en cantidades mínimas. Esto puede dar lugar a totales poco realistas a lo largo del tiempo en comparación con la cantidad real de nieve caída. Para solucionar este problema, a veces se trata la nieve en trazas como equivalente a pequeñas cantidades numéricas (como 0,03 milímetros o 0,07 milímetros) para determinados fines climatológicos.

## Diferencias regionales
En las zonas donde se utilizan unidades imperiales (principalmente Estados Unidos), las precipitaciones líquidas (lluvia y llovizna) se miden en intervalos de 0,01 pulgadas (0,25 mm), mientras que la nieve, las bolas de hielo y la mayoría de los demás tipos de precipitaciones se miden en intervalos de 0,1 pulgadas (2,5 mm) La lluvia helada se mide a veces en intervalos de 0,1 pulgadas (2,5 mm.) y otras veces en intervalos de 0,01 pulgadas (0,25 mm.), dependiendo del dispositivo de medición. En las zonas en las que se utilizan unidades métricas, la lluvia se mide en intervalos de 0,1 milímetros (0,004 pulgadas), mientras que el resto de precipitaciones suelen medirse en intervalos de 0,1 centímetros (0,04 pulgadas).. Todo lo que sea inferior a estas cantidades suele denominarse traza.